# Еберхард II (Епщайн-Кьонигщайн)
Еберхард II фон Епщайн-Кьонигщайн (на немски: Eberhard II von Eppstein-Koenigstein; * ок. 1380, Епщайн, Хесен-Насау; † между 8 януари и 3 юли 1443, Кьонигщайн в Таунус) е граф на Епенщайн и господар на Кьонигщайн.

## Произход и управление
Той е вторият син на Еберхард I фон Епщайн († 1391) и третата му съпруга Луитгард (Лукарда) фон Фалкенщайн († 1391), наследничка на господствата Кьонигщайн и Мюнценберг, дъщеря на Филип VI фон Фалкенщайн († 1373) и Агнес фон Фалкенщайн-Мюнценберг († 1380). Майка му е сестра на Вернер фон Фалкенщайн († 4 октомври 1418), архиепископ и курфюрст на Трир (1388 – 1418). Брат е на Готфрид VII († 1437), граф на Епенщайн и Мюнценберг, и на Вернер (* ок. 1437), господар на Цигенберг, и по-малък полубрат на Йохан († сл. 1418), духовник в Трир.
През 1442 г. Еберхард II напуска управлението на Епщайн-Кьонигщайн. Последната си година той живее в Буцбах, където е погребан в църквата Св. Маркус.

## Фамилия
Първи брак: пр. 1406 г. с Кунцен Клезен. Те имат един син:
- Хенне Стари фон Епщайн (* 1406 в Епщайн; † 1453)

Втори брак: с Кунце Конц († пр. 1 септември 1434). Те имат един син:
- Хайнц (* ок. 1408, Кьонигщайн; † 1468/69, Франкфурт на Майн), женен за Елза Шайлм (1429 – 1483)

Трети брак: през 1408/1412 г. с Анна фон Кронберг (* ок. 1398; † 1442), дъщеря на Валтер VI фон Кронберг († 1400) и Елизабет фон Рункел († 1413/1420). Те имат децата:
- Мария († сл. 29 юни 1463), омъжена на 16 октомври 1435 г. за граф Йохан (Ханс) фон Еберщайн (1421 – 1479)
- Лукарда († 1477), омъжена пр. 1441 г. за Филип I, Шенк фон Ербах († 1461)
- Валтер фон Епщайн-Бройберг († 1459), господар на Ортенберг и Мюнценберг
- Еберхард III фон Епщайн-Кьонигщайн († 1466/1475), граф на Епщайн-Кьонигщайн, женен през март 1438 г. за графиня Анна фон Насау-Висбаден (* ok. 1430; † 1465)